# Gran Logia Nacional Francesa
La Gran Logia Nacional Francesa es una obediencia masónica nacida en 1913 a partir de una logia del Gran Oriente de Francia, la Centre des Amis a la que se unió la logia l'Anglaise, de Burdeos. Tomó entonces el nombre de "Gran Logia Nacional Independiente y Regular para Francia y sus colonias" y obtuvo el reconocimiento de la Gran Logia Unida de Inglaterra.

## Características de la Gran Logia Nacional Francesa
Con más de 38000 miembros afiliados, la Gran Logia Nacional Francesa es la única en Francia con reconocimiento de la Gran Logia Unida de Inglaterra y de las Grandes Logias pertenecientes a su corriente masónica. Sin embargo, esto la mantiene aislada, por propia iniciativa, de la unión Francmasonería Francesa, que agrupa a las nueve principales obediencias del país. Haciendo de esta obediencia una minoría dentro de la masonería francesa. Sin embargo, suele haber un buen entendimiento entre esta y la Gran Logia de Francia de manera muy particular. Esto se da de manera ejemplar por el desarrollo masónico de ambas potencias tradicionalistas al cumplir de manera rigurosa los preceptos máximo de la regularidad Masónica,es decir, la creencia en el Ser Supremo,la no iniciación de damas y el uso de las tres grandes luces de la Francmasonería. 
Han sido muchas las logias que, buscando el reconocimiento de esta corriente, han abandonado su adscripción a otras obediencias francesas y se han unido a la Gran Logia Nacional Francesa. Pero han sido también muchas las que han abandonado ésta obediencia para poder vincularse con el resto de la Masonería francesa. De estas escisiones ha surgido un buen número de pequeñas obediencias: la Gran Logia Tradicional y Simbólica-Ópera, el Gran Priorato de las Galias, la Logia Nacional Francesa, el Gran Priorato Rectificado de Occitania, la Gran Logia Unida de Francia y la Gran Logia de los Masones Regulares Francos y Aceptados.
En la línea de la versión de la Masonería Regular liderada por la Gran Logia Unida de Inglaterra, los principales principios reguladores de la Gran Logia Nacional Francesa son la exigencia a sus miembros de declarar la creencia en un Gran Arquitecto del Universo, la prohibición de entablar discusiones de contenido político o religioso en Logia y el no reconocimiento de la regularidad de la iniciación femenina, rechazando el contacto masónico con cualquier Obediencia que si lo reconozca.

## Conexiones
- Sitio de la Gran Logia Nacional Francesa
- Sitio de la Gran Logia Escocista de Colombia antigua Gran Logia Central de Colombia

- Datos: Q1542968

https://web.archive.org/web/20141206212252/http://lapalabraperdida.com/retiran-reconocimiento-a-la-gran-logia-nacional-de-francia/